# Chánh án Tòa án nhân dân cấp cao (Việt Nam)
Chánh án Tòa án nhân dân cấp cao là người đứng đầu Tòa án nhân dân cấp cao.

## Quy định
Điều 35 Luật tổ chức tòa án nhân dân năm 2014 quy định:
1. Chánh án Tòa án nhân dân cấp cao do Chánh án Tòa án nhân dân tối cao Việt Nam bổ nhiệm, miễn nhiệm, cách chức.
Nhiệm kỳ của Chánh án Tòa án nhân dân cấp cao là 5 năm, kể từ ngày được bổ nhiệm.
2. Chánh án Tòa án nhân dân cấp cao có nhiệm vụ, quyền hạn sau đây:
a) Tổ chức công tác xét xử của Tòa án nhân dân cấp cao; chịu trách nhiệm tổ chức thực hiện nguyên tắc Thẩm phán, Hội thẩm xét xử độc lập và chỉ tuân theo pháp luật;
b) Chủ tọa phiên họp của Ủy ban Thẩm phán Tòa án nhân dân cấp cao;
c) Kháng nghị theo thủ tục giám đốc thẩm, tái thẩm bản án, quyết định đã có hiệu lực pháp luật của Tòa án nhân dân tỉnh, thành phố trực thuộc trung ương, Tòa án nhân dân huyện, quận, thị xã, thành phố thuộc tỉnh và tương đương thuộc phạm vi thẩm quyền theo lãnh thổ theo quy định của luật tố tụng;
d) Bổ nhiệm, miễn nhiệm, cách chức các chức vụ trong Tòa án nhân dân cấp cao, trừ Thẩm phán, Phó Chánh án;
đ) Báo cáo công tác của Tòa án nhân dân cấp cao với Tòa án nhân dân tối cao;
e) Thực hiện nhiệm vụ, quyền hạn theo quy định của luật tố tụng; giải quyết những việc khác theo quy định của pháp luật.